# Bursaite
La bursaite è un minerale non riconosciuto dall'IMA in quanto si tratta di due solfosali concresciuti.